# Alejandro García Villalón («Virulo»)
Alejandro García Villalón (La Habana, Cuba, 5 de enero de 1955), conocido simplemente como Virulo, es un humorista y cantautor cubano, aparte de ser miembro fundador de la Nueva Trova Cubana. Graduado de arquitecto en 1981 por el CUJAE, a finales de la década de los 80 se establece en Ciudad de México ―según información de la Secretaría de Cultura―, país donde reside desde el año 2008, alternando su estancias en Cuba. Ha sido conductor, guionista y director de programas televisivos y grupos de teatro, además de compositor de algunas películas y dibujos animados.

(A) […] Tengo un amigo […] venezolano que dice una cosa que es muy graciosa, él dice que los humoristas somos gente seria, pero que la gente se ríe con lo que decimos. […] 
(B) Somos personas que básicamente tratamos de hablar en serio y de hacerlo bien, y ese es justo el problema que tenemos, que no nos toman en serio.

Virulo en dos entrevistas, una del 2010 (A) y otra del 2017 (B).

## Síntesis biográfica

### Datos profesionales y familiares
- Su padre fue miembro fundador del ICAIC, donde fue director del Departamento de Trucaje de dibujos animados.[1]
- Durante su período de secundaria ―antes de dedicarse enteramente al humor―, fue miembro de una banda de rock and roll llamada «los Sioux».[1]
- En 1972 ―a los 17 años de edad― inició su carrera artístico-profesional como miembro fundador de la Nueva Trova Cubana, junto a Silvio Rodríguez, Pablo Milanés y Noel Nicola.[2]
- Dirigió el Conjunto Nacional del Teatro en La Habana.
- Ingresó en la carrera de Arquitectura en la CUJAE, de la que se graduó en 1981.[3]
- Fue director del Conjunto Nacional de Espectáculos de Cuba y del Centro Nacional de Promoción del Humor.[3]

### El personaje Konstantín von Sauerkraut
Admirador del conjunto de humoristas y músicos argentinos Les Luthiers, concibió un personaje que rindió homenaje a Johann Sebastian Mastropiero ―creado por los recién mencionados―.
Su creación, von Sauerkraut, fue el personaje principal de su trilogía Sexo luego existo (1995), La soprano estreñida (1998) y Il medio castrato (1999). A través de Konstantín von Sauerkraut se narran todo tipo de situaciones llevadas al extremo y que engloban en mayor o menor medida el comportamiento del humano como individuo o en su entorno social. En «Sexo luego existo, después pienso», el tema central es el sexo y se aborda desde una gran variedad de puntos de vista donde resaltan tres:
1. el interés que el sexo despierta desde la niñez, en este caso desde un punto de vista masculino y el entorno que lo rodea;
2. en esta exploración, los distintos fenómenos que hay como sociedad actual;
3. la relación que hay entre ambos sexos en distintas sociedades y, por lo tanto, maneras particulares de ver el sexo desde un punto de vista psicológico.

En La soprano estreñida sigue el transcurrir de la vida de Konstantín von Sauerkraut. En esta parte la vida del personaje se torna enredada, como un reflejo de esas etapas de indefinición que el humano sufre en la búsqueda de encontrar el lugar que ocupa en este mundo. Este disco es una reafirmación del Konstantín von Sauerkraut que llevamos dentro, aquel que muestra la fragilidad del humano de atravesar las difusas fronteras.
En el álbum Il medio castrato se narra la última parte de la vida de Konstantín von Sauerkraut. En esta tercera parte las indefiniciones de Konstantin se manifiestan en la «madurez» de su vida y el análisis a los comportamientos de las personas mayores de 50 años. Se canta a través de las investigaciones de Von Sauerkraut, un par de historias acerca de un libro escrito por el francés Julio Verne y el italiano Emilio Salgari, y una segunda historia que habla sobre Ludovico Capelli di Angeli que fue un supuesto cantante de ópera que vivió en la época de los «castrati».

### Colaboraciones con Ernesto Acher
En la conferencia de prensa realizada para promocionar el espectáculo y el álbum en vivo Juegos sinfoniquísimos (2014-2016), uno de los antiguos miembros de Les Luthiers ―Ernesto Acher― aclaró que conoce a Virulo desde 1983.
Luego de ese primer contacto entre los dos artistas, se volvieron a encontrar en Caracas (Venezuela) durante la celebración de los treinta años de carrera de Cecilia Todd ―en el 2005―, donde Acher fue maestro de ceremonias y, junto a Virulo, improvisaron durante veinte minutos.
A raíz de este evento retomaron su amistad y decidieron trabajar juntos, lo que se concretó en el «Cuarteto del humor en una misma cuerda» ―el resto del cuarteto (valga la redundancia) estaba conformado por los humoristas venezolanos Laureano Márquez y Emilio Lovera―. Y, posteriormente, los Juegos sinfoniquísimos ya mencionados.

## Discografía
| Año  | Título                                       | Formato | Discográfica      | Notas |
| ---- | -------------------------------------------- | ------- | ----------------- | --- |
| 1979 | La historia de Cuba                          | LP      | Integra           | Solamente está disponible en LP. |
| 1979 | Génesis según Virulo                         | LP      | Integra           | Versión original. Tiene siete canciones y una duración total de 38 minutos. |
| 1982 | [El] infierno según Virulo                   | LP      | Areito            | Solamente está disponible en LP. |
| 1987 | El eslabón perdido                           | LP      | Areito            | Solamente está disponible en LP. |
| 1992 | Virulencia modulada                          | CD/DD   | Discos Pueblo     | Se encuentra en CD/DD y en los servicios de música en streaming. |
| 1992 | Welcome Colón                                | CD/DD   | Discos Pueblo     | En 1992 solamente estaba disponible en LP. A partir del 2013 se puede conseguir en CD/DD y en los servicios de música en streaming como Spotify o Deezer.                                                                  |
| 1995 | Sexo luego existo                            | CD/DD   | Fonarte Latino    | Trilogía musical sobre Konstantín von Sauerkraut ―creación de Virulo―. |
| 1998 | La soprano estreñida                         | CD/DD   | Fonarte Latino    | Trilogía musical sobre Konstantín von Sauerkraut ―creación de Virulo―. |
| 1999 | Il medio castrato                            | CD/DD   | Fonarte Latino    | Trilogía musical sobre Konstantín von Sauerkraut ―creación de Virulo―. |
| 2000 | OVNI (Objeto Virulento No Identificado)      | CD      | Discos Pueblo     | Solamente está disponible en CD. |
| 2001 | Génesis según Virulo                         | CD/DD   | Fonarte Latino    | Nueva versión grabada en vivo en el Auditorio «Javier Barros Sierra» de la Universidad Autónoma de México ―el 8 de julio de 2001―. Tiene catorce canciones y una duración total de 53 minutos.                             |
| 2003 | Furioso cantar de gestos                     | CD/DD   | Fonarte Latino    | Se encuentra en CD/DD y en los servicios de música en streaming. |
| 2004 | Chile habanero                               | CD/DD   | Fonarte Latino    | Se encuentra en CD/DD y en los servicios de música en streaming. |
| 2005 | El bueno, el malo y el cubano                | CD/DD   | Fonarte Latino    | Se encuentra en CD/DD y en los servicios de música en streaming. |
| 2007 | El mundo está nuevecito                      | CD/DD   | Fonarte Latino    | Se encuentra en CD/DD y en los servicios de música en streaming. |
| 2008 | Comes y te vas                               | CD/DD   | Fonarte Latino    | Se encuentra en CD/DD y en los servicios de música en streaming. |
| 2009 | El último que ríe es el que piensa más lento | CD/DD   | Fonarte Latino    | Se encuentra en CD/DD y en los servicios de música en streaming. |
| 2015 | ¡Cuba sí, yanquis ¿qué?!                     | CD/DD   | Legacy Recordings | Se encuentra en CD/DD y en los servicios de música en streaming. |
| 2016 | Juegos sinfoniquísimos                       | CD/DD   | Fonarte Latino    | Producción realizada junto a Ernesto Acher y la orquesta sinfónica Sinaloa de las artes. Entre la música utilizada y parodiada en el álbum, se encuentran las siguientes piezas: Danza húngara n.º 5 y el tango El choclo. |
| 2017 | Por la izquierda                             | CD/DD   | Egrem             | Se encuentra en CD/DD y en los servicios de música en streaming. |
| 2021 | Crónicas de la pandemia                      | CD/DD   | Egrem             | Se encuentra en CD/DD y en los servicios de música en streaming. |